# Azjatycki wyścig kosmiczny
Najbogatsze i najbardziej rozwinięte technologicznie kraje Azji włączają się do prac nad badaniami kosmosu oraz jego komercyjnym wykorzystaniem. Chociaż programy kosmiczne tych państw są prowadzone na skalę mniejszą niż w Stanach Zjednoczonych czy Rosji, stanowią one jednak ważny czynnik polityczny i prestiżowy, dlatego kraje azjatyckie konkurują pomiędzy sobą w osiągnięciach w technice kosmicznej. Poszczególne programy prowadzone są ze środków państwowych za pośrednictwem rządowych agencji kosmicznych.
Zanim pierwsze kraje Azji za pomocą własnych rakiet nośnych umieściły w 1970 roku na orbitach swoje sztuczne satelity Ziemi, zdołały tego dokonać następujące kraje: Związek Radziecki (1957), Stany Zjednoczone (1958) i Francja (1965). W 1970 roku uczyniły to Japonia i Chiny.
| Kraj                                                 | Japonia           | Chiny              | Indie          | Izrael | Iran | Korea Północna | Korea Południowa |
| ---------------------------------------------------- | ----------------- | ------------------ | -------------- | ------ | ---- | -------------- | ---------------- |
| Pierwsze umieszczenie satelity na orbicie            | 1970              | 1970               | 1980           | 1988   | 2009 | 2012           | 2013             |
| Osiągnięcie orbity geostacjonarnej                   | 1977              | 1984               | 2001           | –      | –    | –              | –                |
| Powrót satelity z orbity                             | 1994              | 1975               | 2007           | –      | –    | –              | –                |
| Pierwszy orbiter Księżyca                            | 1990              | 2007               | 2008           | –      | –    | –              | –                |
| Łagodne lądowanie na Księżycu                        | 2024              | 2013               | 2023           | –      | –    | –              | –                |
| Pierwszy orbiter Marsa                               | –                 | 2021               | 2014           | –      | –    | –              | –                |
| Pierwszy lot załogowy                                | plan. ok. 2025(?) | 2003               | plan. ok. 2024 | –      | –    | –              | –                |
| Liczba udanych startów w l. 2011-2015                | 16                | 86                 | 17             | 1      | 3    | 1              | 1                |
| Maksymalna nośność (w tonach) na LEO (rakieta nośna) | 19 (H-IIB)        | 25 (Długi Marsz 5) | 10 (GSLV Mk3)  | ?      | ?    | ?              | ?                |
| Budżet roczny (mld USD)                              | 3,5               | 3-4                | 1,5            | –      | –    | –              | –                |

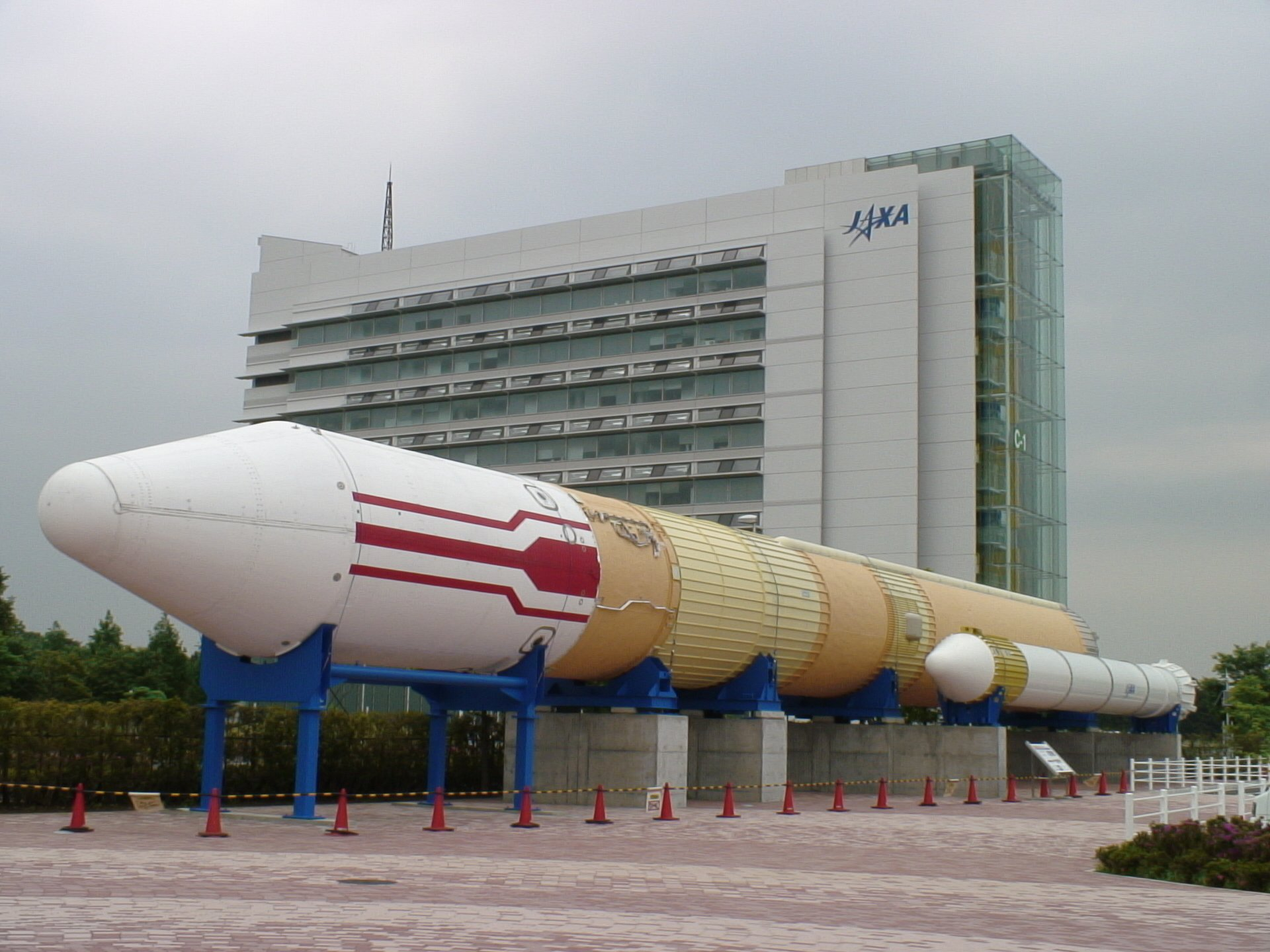
Rakieta H-II przed Centrum Lotów Kosmicznych w Tsukubie

Później orbitę samodzielnie osiągnęły również Wielka Brytania (1971), Izrael (1988) oraz Iran (2009), zaś Ukraina została mocarstwem kosmicznym przejmując po Związku Radzieckim zakłady produkujące rakiety Cyklon i Zenit. Wielka Brytania z wyścigu kosmicznego dawno się wycofała, a europejskie ambicje w tym względzie przejęła w 1979 roku Europejska Agencja Kosmiczna (ESA) bazując na znaczących osiągnięciach francuskich.
Budżety poszczególnych krajowych programów kosmicznych należy w powyższym zestawieniu traktować jako bardzo szacunkowe, ponieważ sposób podawania budżetu w różnych krajach jest różny, podobnie jak możliwości  nabywcze amerykańskiego dolara.
Jeśli idzie o największe osiągnięcia krajów, to zwraca uwagę zarówno duża częstotliwość startów chińskich rakiet z rodziny Chang Zheng (pod tym względem Chiny dorównują Stanom Zjednoczonym) i rozwijający się program załogowy Shenzhou, jak i mocna pozycja Japonii w astronautyce załogowej, opartej głównie na współpracy przy wykorzystaniu i utrzymywaniu Międzynarodowej Stacji Kosmicznej.
Podejrzewa się, że w niektórych przypadkach programy kosmiczne mogą stanowić przykrywkę dla programów militarnych. Specyficzna jest sytuacja Kazachstanu, który po rozpadzie Związku Radzieckiego stał się właścicielem kosmodromu Bajkonur i na tej bazie próbuje rozwijać własny program kosmiczny, np. wspólnie z Rosją budując stanowisko startowe Bajterek dla przyszłych rakiet Angara.

## Największe azjatyckie potęgi kosmiczne

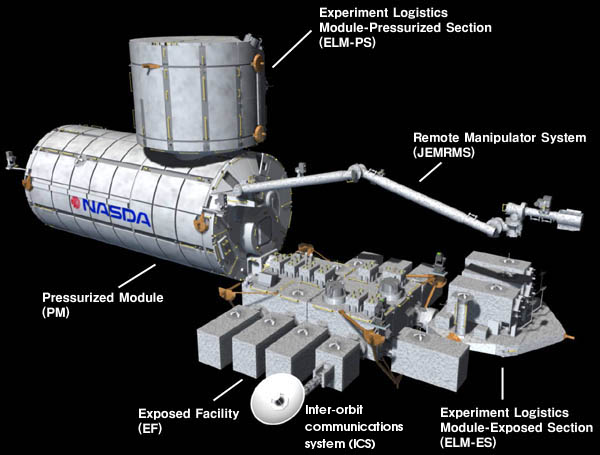
Laboratorium Kibō - największy moduł ISS

### Japonia

#### Program załogowy
Japonia umieściła swojego pierwszego sztucznego satelitę Ohsumi na orbicie za pomocą własnej rakiety nośnej w 1970 roku jako czwarty kraj na świecie. Japoński program kosmiczny jest bardzo różnorodny dzięki ścisłej współpracy przede wszystkim z NASA, głównie przy eksploatacji Międzynarodowej Stacji Kosmicznej. Dzięki udziałowi w programie ISS Japonia ma przydział miejsc w stałych załogach stacji, utrzymuje swój korpus astronautów, a także bierze udział w zaopatrywaniu stacji własnym statkiem transportowym HTV (H-II Transfer Vehicle Kounotori). Przypuszcza się, że statek ten może stać się zalążkiem projektu przyszłego japońskiego statku załogowego. Ponadto Japonia posiada na ISS własny moduł laboratoryjny Kibō, największy moduł stacji.

#### Eksploracja Układu Słonecznego
W ramach własnych programów Japonia już w 1990 roku umieściła na orbicie Księżyca sondę Hiten, a w 2007 roku kolejny orbiter Kaguya (wcześniejsza nazwa: Selene). W odleglejszych planach jest wysłanie sondy, która oprócz orbitera zawierać będzie także lądownik i łazik księżycowy. W 2010 roku Japonia wystrzeliła orbiter Wenus Akatsuki, jednak z powodu awarii wejście na orbitę Wenus nie powiodło się. Dopiero w 2015 r. przy kolejnym zbliżeniu do planety udało się sondę wprowadzić na odległą orbitę wokół Wenus. Natomiast pełnym sukcesem zakończyło się wysłanie w 2003 roku sondy Hayabusa, która w 2005 roku wylądowała na planetoidzie (25143) Itokawa, pobrała z niej próbki i w 2010 roku dostarczyła je na Ziemię - było to pierwsze takie osiągnięcie na skalę światową. W 2014 roku została wysłana podobna misja Hayabusa 2 do planetoidy (162173) Ryugu, należącej do innego typu spektralnego.

#### Rakiety nośne
Japoński program kosmiczny oparty jest na rakietach nośnych rodziny H-II, która w największej wersji H-IIB może wynieść na niską orbitę wokółziemską ok. 19 t ładunku. Częstotliwość startów tych rakiet jest jednak niewielka i wynosi kilka rocznie.

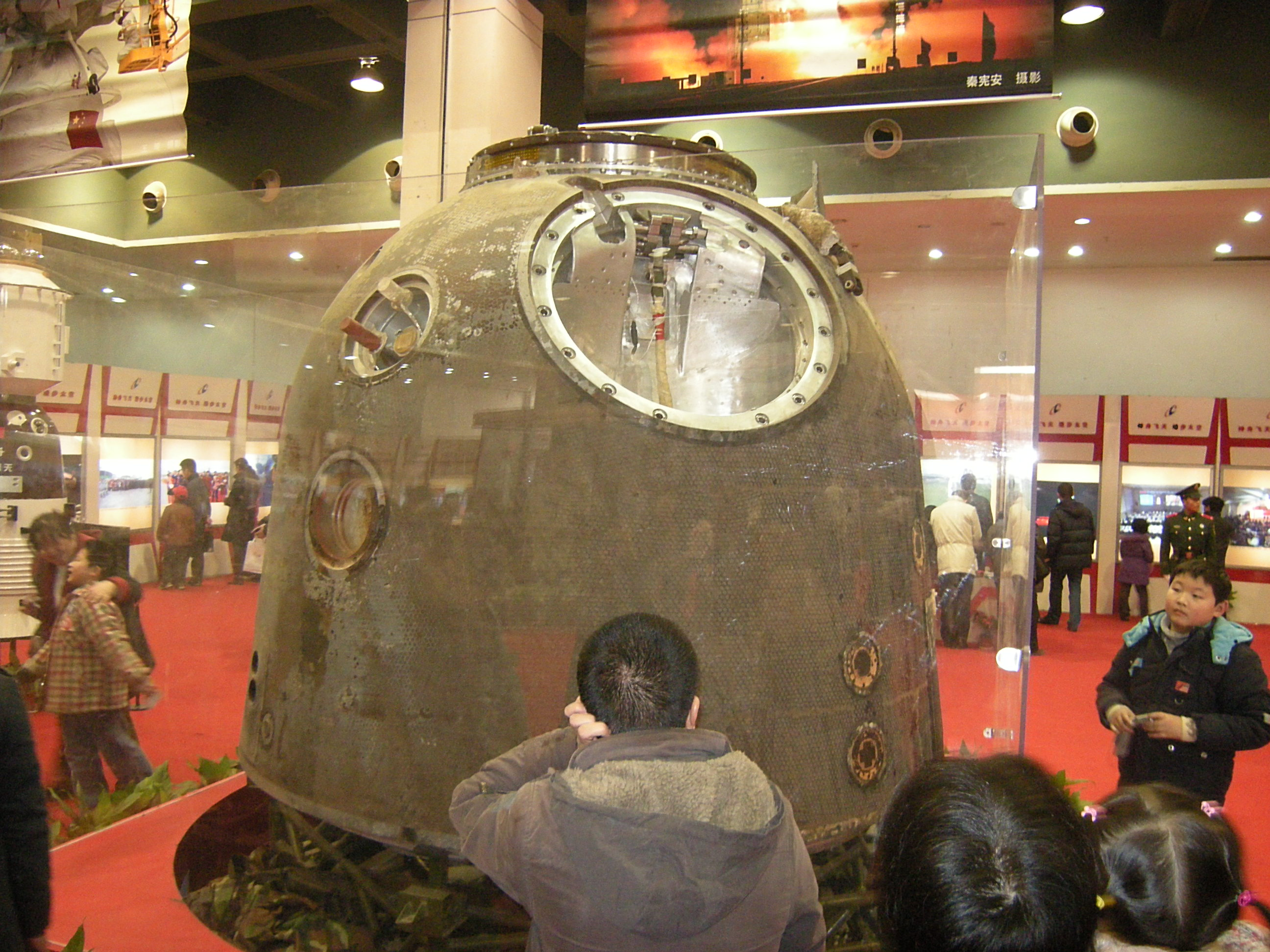
Moduł powrotny chińskiego statku załogowego Shenzhou 7 z 2008 r.

### Chiny

#### Program załogowy
Pierwszy chiński satelita, Dong Fang Hong 1, został wystrzelony w 1970 roku, dzięki czemu Chiny stały się piątym w historii mocarstwem kosmicznym. Natomiast już jako trzeci kraj, po Rosji i Stanach Zjednoczonych, Chiny umieściły swoich astronautów na orbicie wokółziemskiej – pierwszy start załogowy statku Shenzhou 5 odbył się w 2003 roku. Statki tego typu stanowią nieznacznie powiększoną i unowocześnioną wersję rosyjskich statków Sojuz. Do chwili obecnej odbyły się zaledwie cztery chińskie starty załogowe, ale Chiny rozpoczęły już przygotowania do budowy własnej stacji kosmicznej o wielkości nieco tylko mniejszej niż dawna rosyjska stacja Mir w jej szczytowym okresie rozwoju. Stacja ma zostać ukończona w 2020 roku, a obecnie trwają loty testowe pojedynczych modułów Tiangong, za pomocą których przeprowadzane są testy zbliżania dwóch statków na orbicie, cumowania oraz dłuższego przebywania ludzi na orbicie.

#### Księżyc
W latach 2007 i 2010 Chiny wystrzeliły dwie sondy księżycowe w ramach programu Chang’e. W 2013 roku umieszczono na Księżycu w ramach misji Chang’e 3 samobieżny pojazd Yutu na wzór amerykańskich łazików marsjańskich. Druga tego typu misja Chang’e 4 planowana jest w 2019 r. W 2014 r. wystartowała sonda Chang’e 5-T1, której celem są testy aparatu powrotnego po oblocie Księżyca. Start właściwej sondy Chang’e 5, odbył się w grudniu 2020, lądownik dostarczył około 2 kg gruntu księżycowgo na Ziemię. Przewidziana jest potem jeszcze jedna podobna misja Chang’e 6 w 2024 r. W dalszej perspektywie, na razie dość nieokreślonej, mówi się o lądowaniu ludzi na Księżycu.

#### Mars
Chiny zamierzały rozpocząć również eksplorację Marsa, ale pierwszy orbiter Marsa Yinghuo-1, który został w 2012 r. wystrzelony razem z rosyjskim lądownikiem Fobos-Grunt, na skutek awarii rosyjskiej rakiety nośnej nie opuścił orbity Ziemi.

#### Rakiety nośne
Chiński program kosmiczny opiera się na rodzinie rakiet nośnych Chang Zheng (w skrócie CZ, Długi Marsz). Cztery podstawowe modele tej rakiety w różnych wariantach o udźwigu maksymalnie ok. 12 t na niską orbitę wokółziemską, służą do wynoszenia na orbitę chińskich obiektów. Ponadto od 1985 roku Chiny udostępniają swe rakiety również komercyjnie dzięki stosunkowo niskim cenom. Obecnie trwają prace nad nowymi modelami CZ-5, 6 i 7, z których największy, Chang Zheng 5, będzie miał udźwig około 25 t na LEO i stanie się podstawowym modelem przy budowie stacji załogowej oraz dalszych lotach załogowych.
Chiny zdecydowanie przodują w Azji jeśli idzie o liczbę startów, która wynosi obecnie ok. 20 rocznie, co pozwala uzyskać wynik podobny do USA. Ponadto Chiny rozwijają własne sieci satelitarne: meteorologiczne, telekomunikacyjne i inne.

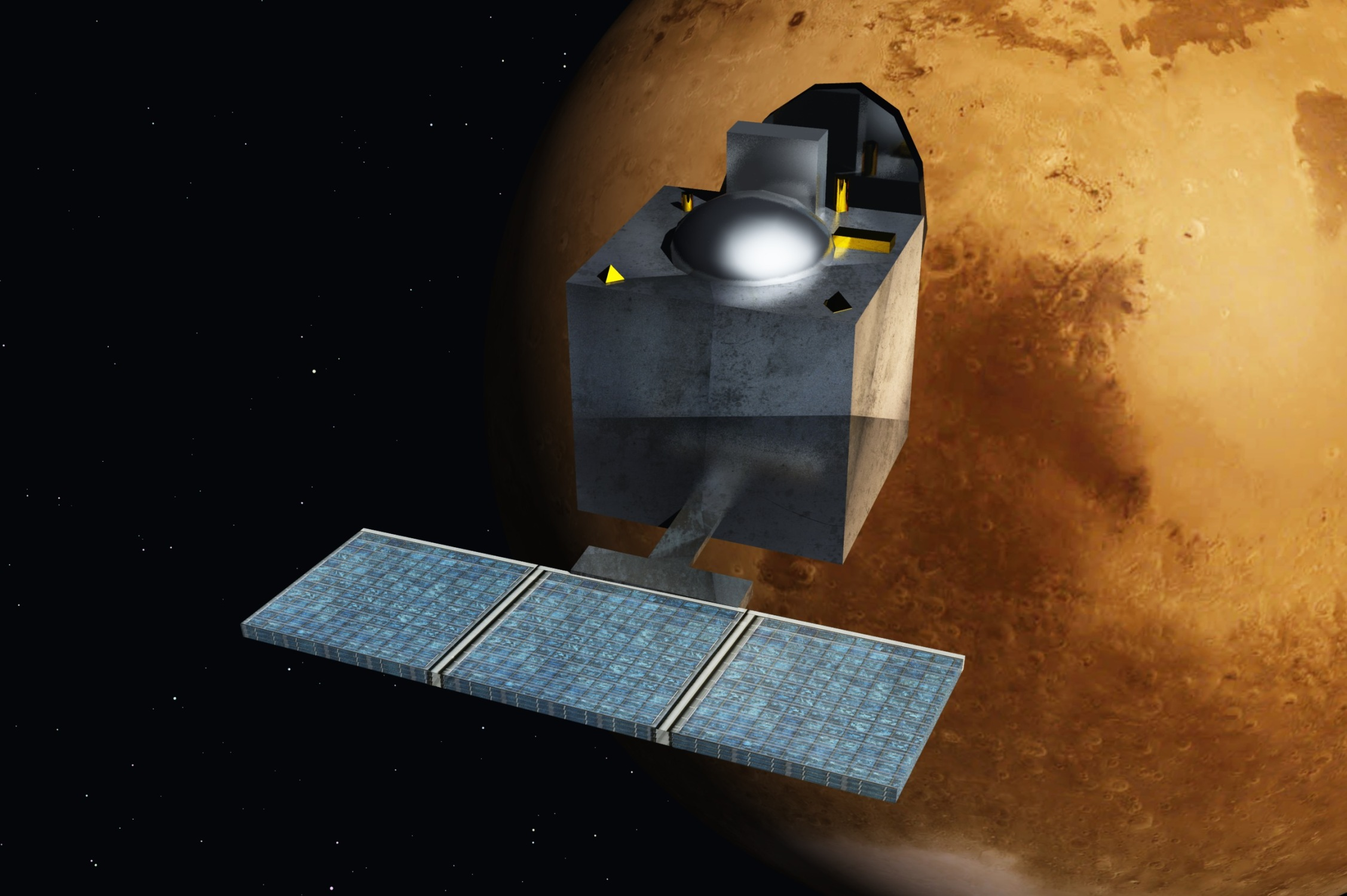
Marsjańska sonda MOM (grafika)

### Indie
Indie przystąpiły z opóźnieniem do rywalizacji na polu techniki kosmicznej, umieszczając na orbicie swojego pierwszego satelitę za pomocą własnej, niewielkiej rakiety SLV. Obecnie podstawową indyjską rakietą jest Polar Satellite Launch Vehicle (PSLV), o udźwigu ok. 3,25 t na LEO, której pierwszy pomyślny start przeprowadzono w 1993 roku. Za jej pomocą wynoszone są także satelity innych krajów, w tym europejskich. Jednak częstotliwość tych startów nie jest duża, wynosi zaledwie kilka rocznie. Większe trudności napotyka natomiast program budowy większej rakiety nośnej Geosynchronous Satellite Launch Vehicle (GLSV) o udźwigu do 5 t na LEO. Z kilku przeprowadzonych dotąd startów większość zakończyła się jednak porażkami. Obecnie trwają prace nad nowym, znacznie silniejszym modelem GLSV Mk III, będącym właściwie nową rakietą, o udźwigu do 10 t na LEO.
Rakieta GLSV Mk III ma być podstawą do przyszłego programu załogowego Indii. Program ten jest stopniowo rozwijany celem doprowadzenia do pierwszego lotu załogowego po 2021 r.
Pierwszym wielkim sukcesem Indii w zakresie eksploracji kosmosu była w latach 2008-2009 misja księżycowej sondy Chandrayaan-1 składającej się z orbitera i niewielkiego impaktora. Sonda wykryła obecność wody na Księżycu (w postaci lodu). Misja Chandrayaan-2 zakończyła się niepowodzeniem – sonda, wystrzelona 22 lipca 2019, rozbiła się we 7 września podczas próby lądowania na Księżycu. W sierpniu 2023 r. sonda Chandrayaan-3 wylądowała łagodnie na Księżycu.
W 2013 r. rozpoczęła się misja orbitera marsjańskiego Mars Orbiter Mission (MON, Mangalyaan), który we wrześniu 2014 r. wszedł na orbitę Marsa.

### Pozostałe kraje
Pozostali uczestnicy azjatyckiego wyścigu kosmicznego pozostają w tyle za powyższymi trzema państwami. Izrael i Iran wystrzeliły za pomocą własnych rakiet nośnych po kilka niewielkich satelitów. Korea Północna wystrzeliła satelitę Kwangmyŏngsŏng-3B, za pomocą własnej rakiety nośnej Unha-3, natomiast Korea Południowa wystrzeliła satelitę za pomocą rakiety nośnej KSLV-I, zaprojektowanej przez Rosjan i Koreańczyków.

## Obszary rywalizacji
Poniżej zestawiono tylko dokonane najważniejsze osiągnięcia, pominąwszy nieudane (jak wspomniane japońska misja Akatsuki na Wenus czy chińska Yinghuo-1 na Marsa). Nie uwzględniono też odleglejszych planów, gdyż w wielu przypadkach są one nie tylko nieweryfikowalne, ale wręcz nierealistyczne (jak np. plany lotów załogowych Iranu).

### Astronautyka załogowa
- Chiny – 2003: Program Shenzhou (sześć lotów Shenzhou 5, 6, 7, 9, 10 i 11 w latach 2003, 2005, 2008, 2012, 2013 i 2016).
- Japonia – 2008-2009: Budowa laboratorium Kibō na Międzynarodowej Stacji Kosmicznej i od tej pory regularny udział japońskich astronautów w stałych załogach ISS (ok. jednego półrocznego pobytu w każdym roku).

Po zakończeniu eksperymentów z dwoma modułami Tiangong planowana jest budowa chińskiej stacji kosmicznej, której załoga będzie wymieniana prawdopodobnie dwa razy w roku.

### Orbitery Księżyca
- Japonia – 1990: Hiten
- Chiny – 2007: Chang’e 1
- Japonia – 2007: Kaguya, SELENE (subsatelity Okina i Ouna)
- Indie – 2008: Chandrayaan-1
- Chiny – 2010: Chang’e 2
- Chiny – 2014: Chang’e 5 T1

### Miękkie lądowanie na Księżycu
- Chiny – 2013: Chang’e 3
- Chiny – 2019: Chang’e 4
- Indie – 2023: Chandrayaan-3

W ramach programu Chang’e planowane jest w 2019 r. lądowania chińskiej sondy Chang’e 5, której celem będzie pobranie i dostarczenie na Ziemię próbek księżycowego gruntu.

### Orbitery Marsa
- Indie – 2014: Mars Orbiter Mission
- Chiny – 2021: Tianwen-1

W listopadzie 2013 roku wystartowała indyjska sonda Mars Orbiter Mission (Mangalyaan). Sonda zgodnie z planem weszła na orbitę wokół Marsa we wrześniu 2014 roku, z kolei 5 lutego 2021 Chiny umieściły na orbicie Marsa sondę Tianwen-1, która wystartowała 23 lipca 2020r. W skład chińskiej sondy wchodził orbiter, lądownik i łazik Zhurong. Lądowanie powiodło się, a Chiny zostały pierwszym ''rywalem" azjatyckiego programu kosmicznego, który miękko wylądował na Marsie.

### Orbitery Wenus
- Japonia – 2015: Akatsuki

Sonda Akatsuki wystartowała w maju 2010 roku, jednak z powodu awarii wejście na orbitę nie powiodło się. W grudniu 2015 roku, przy następnym zbliżeniu do planety, JAXA ponowiła próbę manewru wprowadzając sondę na daleką orbitę wokół planety.

### Miękkie lądowanie na planetoidzie
- Japonia – 2005: Hayabusa.

W 2018 roku Japonia chce powtórzyć swój sukces podobnym próbnikiem Hayabusa 2, którego proponowanym celem jest planetoida (162173) Ryugu. Start miał miejsce w grudniu 2014 roku.